# Россау (Саксония)
Россау (нем. Rossau) — община в Германии, в земле Саксония. Подчиняется административному округу Хемниц. Входит в состав района Средняя Саксония.  Население составляет 3500 человека (на 31 декабря 2021 года). Занимает площадь 53,29 км².
Коммуна подразделяется на 9 сельских округов.